# Pontaubault
Pontaubault ist eine französische Gemeinde im Département Manche und in der Region Normandie. Sie gehört zum Kanton Pontorson und zum Arrondissement Avranches.

## Geographie
Die Sélune mündet nordwestlich von Pontaubault in die Baie du Mont-Saint-Michel, eine Bucht des Ärmelkanals. Nachbargemeinden sind Céaux im Nordwesten, Poilley im Osten, Juilley im Südosten und Précey im Südwesten. Von kriegsgeschichtlicher Bedeutung ist die örtliche Brücke über die Sélune: Überraschenderweise fiel den Amerikanern die Brücke Anfang August 1944 kurz vor Ende der Operation Cobra unbeschädigt in die Hände, so dass es General Patton gelang, innerhalb von nur drei Tagen sieben komplette Divisionen mit etwa 100.000 Soldaten und 10.000 Fahrzeugen über die Brücke in die östliche Bretagne zu führen.

## Bevölkerungsentwicklung
| Jahr      | 1962 | 1968 | 1975 | 1982 | 1990 | 1999 | 2008 | 2018 |
| --------- | ---- | ---- | ---- | ---- | ---- | ---- | ---- | ---- |
| Einwohner | 375  | 375  | 483  | 473  | 492  | 445  | 468  | 562  |

## Sehenswürdigkeiten
- Kirche Saint-André

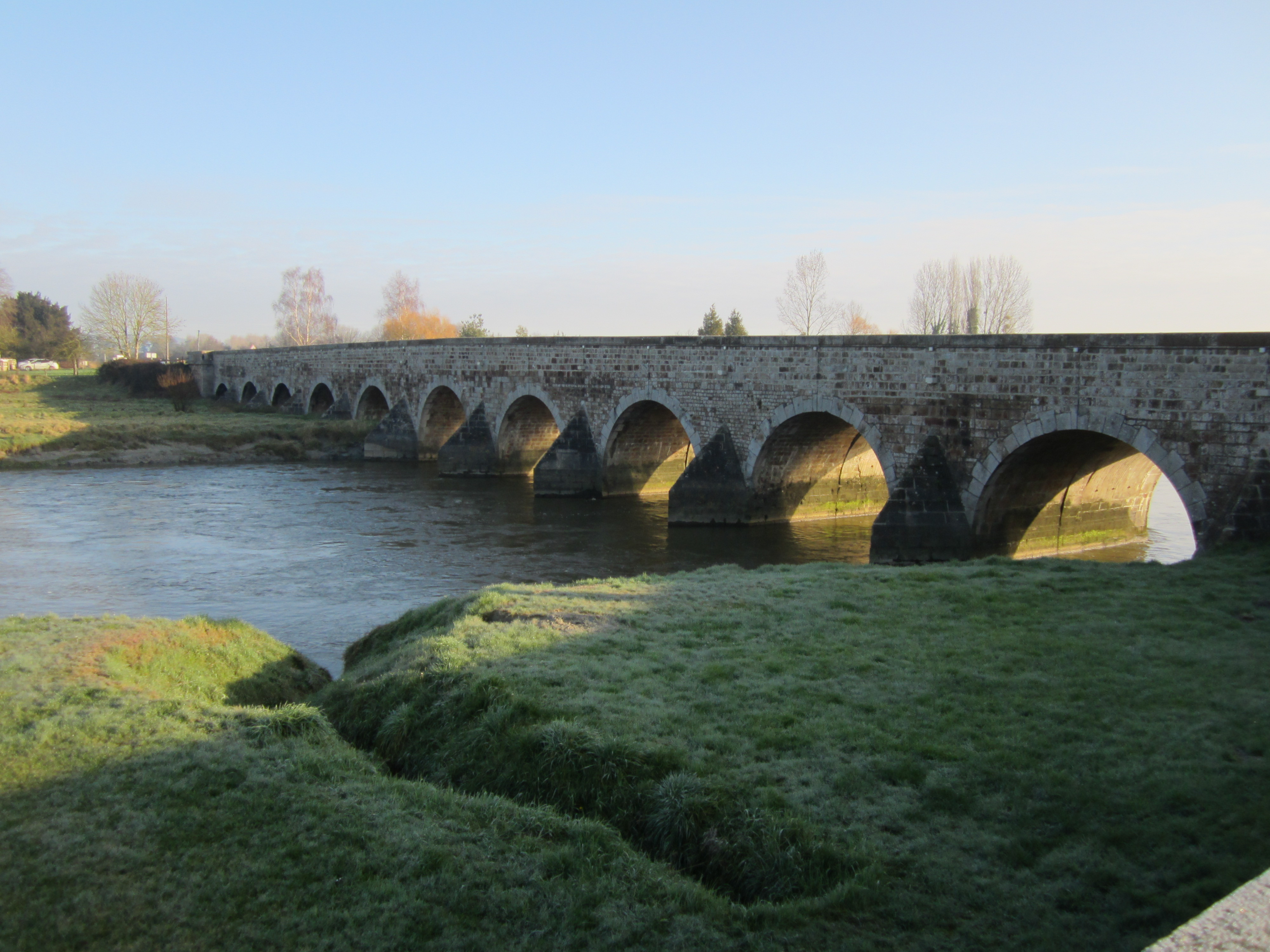
Brücke bei Pontaubault über die Sélune
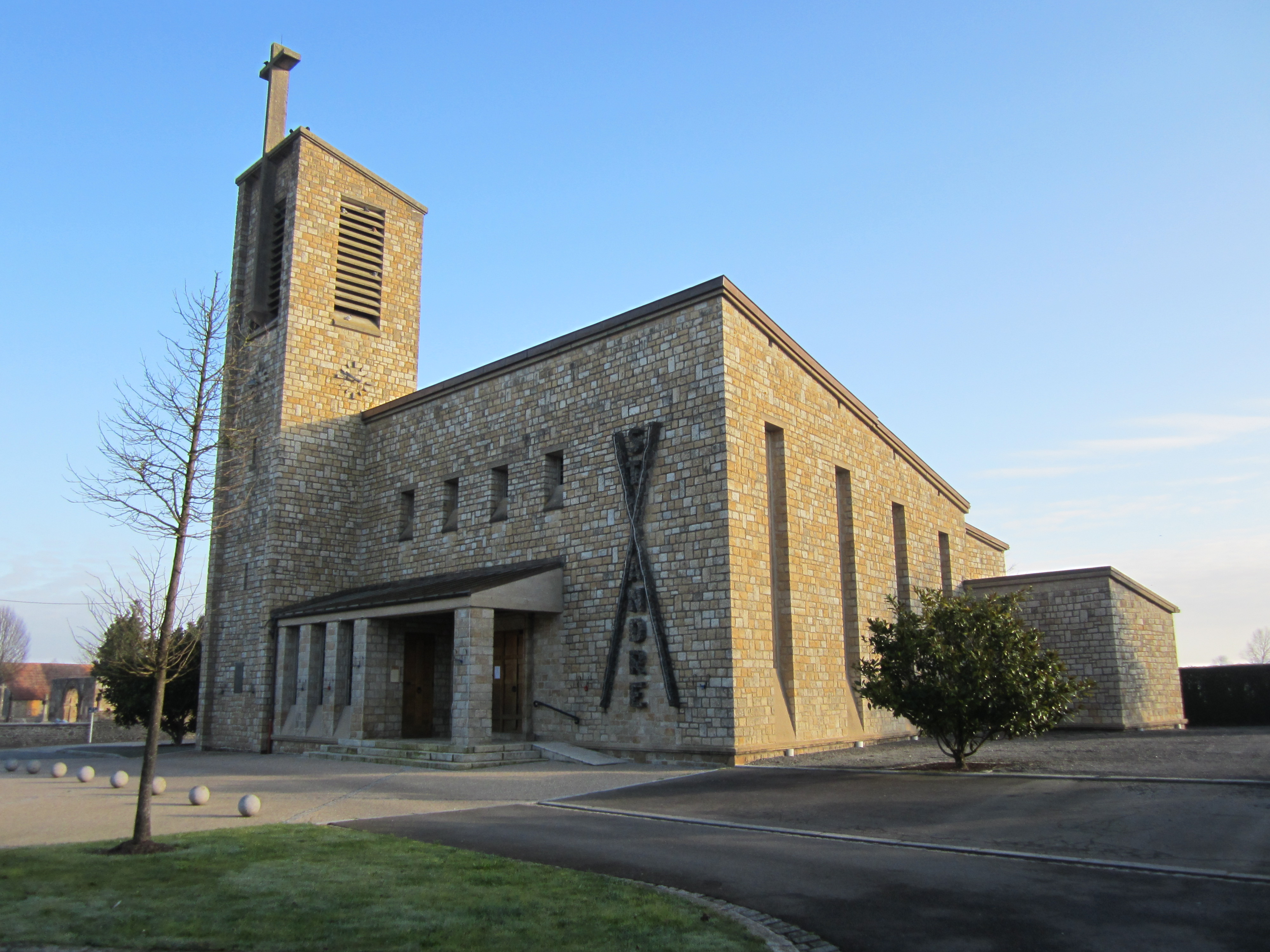
Kirche Saint-André
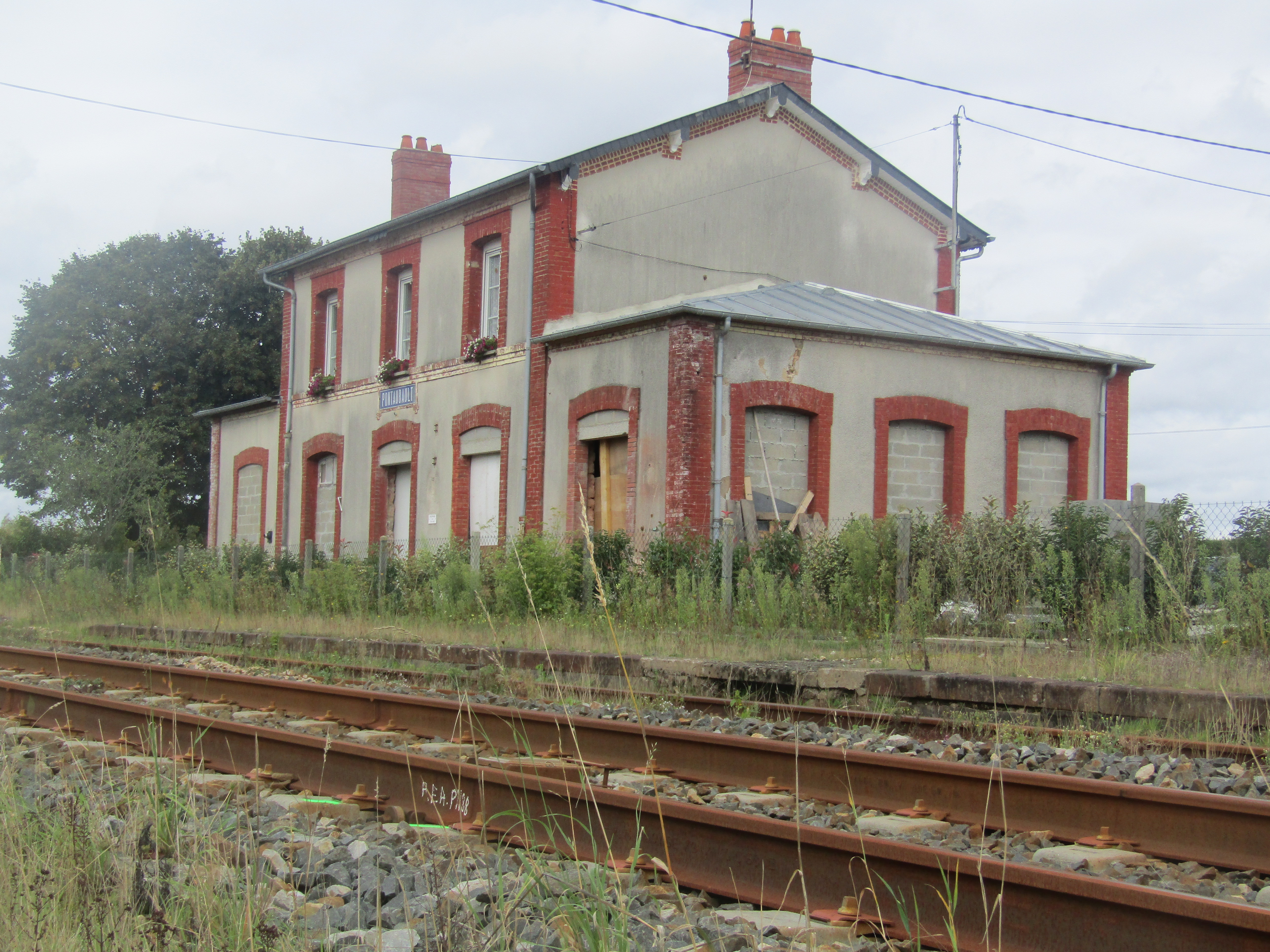
Stillgelegter Bahnhof Pontaubault an der Bahnstrecke Lison–Lamballe